# جون ستيفنسون (لاعب كريكت)
جون ستيفنسون (1 أغسطس 1907 في المملكة المتحدة - 20 مايو 1982) (بالإنجليزية: John Stephenson)‏ هو لاعب كريكت بريطاني. لعب مع نادي مقاطعة ورسسترشاير للكريكيت ‏ ونادي مقاطعة ساسكس للكريكت ‏ وTamil Nadu cricket team ‏ وEuropeans cricket team ‏.

## وصلات خارجية
- جون ستيفنسون (لاعب كريكت) على موقع إي آس بي آن كريك إنفو (الإنجليزية)